# Kyles Tolone
Kyles Tolone ist eine Rockband aus Göttingen. In ihrer englischsprachigen Musik verwenden sie Elemente aus Rock, Pop, Alternative und Indie.

## Geschichte
Die Band, bestehend aus Eric A. Pulverich (Gesang, Gitarre), Daniel Mau (Gitarre, Synthesizer, Gesang), Johann Giertz (Bass) und Jan Fischer (Schlagzeug) wurde im Herbst 2012 gegründet und besteht in der heutigen Konstellation seit Frühjahr 2015.
In den Jahren 2014 und 2015 veröffentlichte Kyles Tolone zwei EPs. Im November 2015 wurde die Zusammenarbeit mit der hannoverschen Booking-Agentur Spider Promotion bekannt gegeben, bei der unter anderem Künstler wie Terry Hoax, Ich kann fliegen, The Parlotones, Wisecräcker und Abstürzende Brieftauben unter Vertrag stehen. Nach einem erfolgreichen Crowdfunding begannen ab 2016 die Arbeiten an ihrem Debütalbum. Im Herbst 2016 begleiteten Kyles Tolone die südafrikanische Band The Parlotones auf deren Europa-Tour.
Im Frühjahr 2017 veröffentlichte Kyles Tolone ihr Debütalbum Of Lovers & Ghosts, welches im Horus Sound Studio Hannover von Arne Neurand aufgenommen und produziert wurde. Im Anschluss spielte die Band ihre „Of Lovers & Ghosts Tour“, die 13 Konzerte umfasste.
Im Herbst 2018 spielte Kyles Tolone ihre deutschlandweite „Together Alone Tour“, nachdem im Sommer 2018 überwiegend Festivals gespielt wurden. Am 13. September 2019 erschien das zweite Studioalbum Low Spirits & Fireworks.

## Diskografie
Alben
- 2017: Of Lovers & Ghosts (Timezone Records; Produzent Arne Neurand, Horus Sound Studio Hannover)
- 2019: Low Spirits & Fireworks (RecordJet; Produzent Arne Neurand, Horus Sound Studio Hannover)

EPs
- 2014: Falling Hard
- 2015: The Clearing

Singles
- 2014: Falling Hard
- 2015: Caravan
- 2017: World Outside
- 2017: Black Hole (Timezone Records)
- 2018: Higher (Timezone Records)
- 2019: Reign Over Me (RecordJet)
- 2019: The Void (RecordJet)

## Auszeichnungen
- 2013: 2. Platz beim SPH Bandcontest.[7]
- 2015: Landessieger Niedersachsen des Local Heroes Bandcontest.[8]
- 2015: Publikumspreis im Bundesfinale des Local Heroes Bandcontest.[9]